# ものぐさ寝猫の怠惰な探偵帖
『ものぐさ寝猫の怠惰な探偵帖』（ものぐさねねこのたいだなたんていちょう）は、舞阪洸による日本のライトノベル。イラストはHisasiが担当。ファミ通文庫（エンターブレイン）より2014年2月から7月まで刊行された。

## 登場人物
夜見坂 寝猫（よみざか ねねこ）
天心無明流の使い手でかつ、すご腕の武士。斬り合い好きで、物ぐさな性格。護衛の仕事中に襲撃者を斬り過ぎてしまったため、1年間の免停処分を受ける。
愛市 一也（あいいち いちや）
天心無明流の使い手で、寝猫の弟弟子。真面目な性格。やる気のない寝猫に代わり、依頼人を連れてくる。
雨乃宮 彩以（あめのみや あい）
警護察護衛方第一課課長。仕事中に襲撃者を斬り過ぎた寝猫に、1年間の武士免許停止と探偵事務所での社会奉仕を言い渡す。
紫乃 弥茂祢（ゆかりの みもね）
美人メイド。一也が連れてきた依頼人第一号。

## 用語
武士
職能。武士資格試験に合格すれば誰でも免状が得られるが、難易度が高く合格者は少ない。
免取
武士免状取り消し処分の略。3年間、再試験資格をはく奪される。

## 既刊一覧
- 舞阪洸（著）・Hisasi（イラスト）、エンターブレイン〈ファミ通文庫〉、全2巻
  - 『ものぐさ寝猫の怠惰な探偵帖』、2014年2月28日発売[1]、ISBN 978-4-04-729460-8
  - 『続・ものぐさ寝猫の怠惰な探偵帖』、2014年7月30日発売[2]、ISBN 978-4-04-729781-4